# جيم سايمور
جيم سايمور (بالإنجليزية: Jim Seymour)‏ هو لاعب كرة قدم أمريكية أمريكي، ولد في 24 نوفمبر 1946 في بيركلي في الولايات المتحدة، وتوفي في 29 مارس 2011.

## وصلات خارجية
- جيم سايمور على موقع مرجع كرة القدم المحترفة.كوم (الإنجليزية)